# Julie Marstrand
Julie Marstrand (født 26. juni 1882 i København, død 25. april 1943 sammesteds) var en dansk billedhugger, gift med Niels Reinhold Blegvad og mor til Jacob Blegvad.

## Uddannelse
Hendes forældre var bagermester, senere borgmester i København Jacob Marstrand og Marie Elisabeth født Neergaard. Hun var elev på Tegne- og Kunstindustriskolen for Kvinder 1898-1900 og et halvt år på Frøknerne Charlotte Sode og Julie Meldahls Skole samt et sommerhalvår hos maler Viggo Pedersen i Hillerød. Hun blev optaget på Kunstakademiet i billedhuggerskolen marts 1901 og var elev her til og med efteråret 1906, senere efterårssemestret 1910 i malerskolen under Valdemar Irminger og en tid som gæst i Einar Utzon-Franks billedhuggerskole.
Hun var på talrige rejser til udlandet, bl.a. til Sverige, Norge, Finland, England, Tyskland, Holland, Belgien, Østrig og Italien (i 1938 to måneders ophold på San Cataldo med stipendium). 

## Værk
Julie Marstrand frembragte især portrætbuster. De vidner om hendes overbevisende håndværksmæssige kunnen, men de ofrer ofte en dybere karakteristik af personligheden til fordel for det formelle udtryk. Hendes interessefelt var bredt, og også tegning og skribentvirksomhed optog hendes tid.

## Hæder
Julie Marstrand modtog diplom i Rom 1931 og æresdiplom i Bruxelles 1935. Hun var medlem af repræsentantskabet for Selskabet til Haandarbejdets Fremme fra stiftelsen og nogle år fremover.
Hun blev gift 4. marts 1905 i København med læge, senere overlæge Niels Reinhold Blegvad (1880-1970), søn af realskolebestyrer Michael Blegvad og Sophie Lund. Ægteskabet blev opløst 1926.
Hun er begravet på Vestre Kirkegård.

## Udstillinger
- Kunstnernes Efterårsudstilling 1909, 1911, 1914-16
- Charlottenborg Forårsudstilling 1913-16, 1918-21, 1924, 1926-27, 1930, 1933, 1936, 1939, 1942, 1944
- Kunstnerforeningen af 18. november 1921, 1926-27, 1935, 1938-39
- Kvindelige Kunstneres Samfund 1930
- Koloniudstilling, Rom m.fl. 1931
- Verdensudstillingen i Bruxelles 1935

Separatudstillinger:
- Oslo 1926
- Kunst for Varer, København 1931
- Den Frie Udstilling 1942 (sammen med Inger Margrethe Marstrand Blegvad)

## Værker
Portrætbuster:
- Jørgen (1914, bronze)
- Borgmester Jacob Marstrand (bronze)
- Knud Rasmussen (bronze, udstillet 1921, præmieret i Rom 1931, opstillet i Knud Rasmussens Hus, Hundested)
- Skuespiller Bjørn Bjørnson (bronze, Teatermuseet i Hofteatret)
- Skuespiller Ingolf Schanche
- Daniel Jacobsen
- Realskolebestyrer Michael Blegvad (opstillet ved Kost- og Realskolen, Tranebjerg)
- Billedhugger Einar Jónsson (udstillet i gips 1930)

Andet:
- Tegnet portræt af Knud Rasmussen (Museum Ilulissat/Jacobshavn)
- Tegnet portræt af Jacob Appel
- Tegnet portræt af Henni Forchhammer (1931)
- Tegnede i nogle år portrætter til Berlingske Tidende og udførte fra 1929 tegninger til tekstiler til fru Trolles vævestue
- Udgav børnebogen: Rejsen til Vinterland, 1917, med egne akvareller.
- Artikler til Berlingske Tidende, Tidens Kvinder, Nyt Tidsskrift for Kunstindustri, Epoke, bl.a. om kunstindustrielle kvindeerhverv